# 세계 수영 선수권 대회
세계 수영 선수권 대회(FINA World Aquatics Championships)는 1973년 유고슬라비아 베오그라드에서 처음으로 개최되었으며, 2001년 일본 후쿠오카시에서 열린 대회까지 4년마다 개최해오다 현재는 2년 간격으로 대회가 열리고 있다. 대회는 경영, 오픈 워터 스위밍, 다이빙, 아티스틱스위밍, 수구, 하이다이빙 등 여섯 부문으로 나뉘어 진행된다.

## 역대 대회
| 날짜                        | 대회  | 개최지                  | 참가 선수 |
| 1973년: 8월 31일 – 9월 9일  | I     | 유고슬라비아 베오그라드 | 686       |
| 1975년: 7월 19일 – 7월 27일 | II    | 콜롬비아 칼리           | 682       |
| 1978년: 8월 20일 – 8월 28일 | III   | 서독 베를린             | 828       |
| 1982년: 7월 29일 – 8월 8일  | IV    | 에콰도르 과야킬         | 848       |
| 1986년: 8월 13일 – 8월 23일 | V     | 스페인 마드리드         | 1,119     |
| 1991년: 1월 3일 – 1월 13일  | VI    | 오스트레일리아 퍼스 (1) | 1,142     |
| 1994년: 9월 1일 – 9월 11일  | VII   | 이탈리아 로마 (1)       | 1,400     |
| 1998년: 1월 8일 – 1월 18일  | VIII  | 오스트레일리아 퍼스 (2) | 1,371     |
| 2001년: 7월 16일 – 7월 29일 | IX    | 일본 후쿠오카           | 1,498     |
| 2003년: 7월 12일 – 7월 27일 | X     | 스페인 바르셀로나       | 2,015     |
| 2005년: 7월 16일 – 7월 31일 | XI    | 캐나다 몬트리올         | 1,784     |
| 2007년: 3월 18일 – 4월 1일  | XII   | 오스트레일리아 멜버른   | 2,158     |
| 2009년: 7월 17일 – 8월 2일  | XIII  | 이탈리아 로마 (2)       | 2,556     |
| 2011년: 7월 16일 – 31일     | XIV   | 중화인민공화국 상하이   | 2,220     |
| 2013년: 7월 19일 ~ 8월 4일  | XV    | 스페인 바르셀로나       | 2,293     |
| 2015년: 7월 24일 ~ 8월 9일  | XVI   | 러시아 카잔             | 2,400     |
| 2017년: 7월 14일 ~ 7월 30일 | XVII  | 헝가리 부다페스트       | 2,360     |
| 2019년: 7월 12일 ~ 7월 28일 | XVIII | 대한민국 광주           | 2,623     |
| 2022년: 6월 18일 ~ 7월 3일  | XIX   | 헝가리 부다페스트       |           |
| 2023년: 7월 14일 ~ 7월 30일 | XX    | 일본 후쿠오카           |           |
| 2024년: 2월 2일 ~ 2월 18일  | XXI   | 카타르 도하             |           |
| 2025년:7월 11일 ~ 8월 3일   | XXII  | 싱가포르                |           |
| 2027년                      | XXIII | 헝가리 부다페스트       |           |

## 같이 보기
- 세계 수영 연맹
- 세계 쇼트 코스 수영 선수권 대회